# برت اشپراته
برت اشپراته (آلمانی: Bert Sprotte؛ ‏ ۹ دسامبر ۱۸۷۰ – ۳۰ دسامبر ۱۹۴۹) بازیگر اهل امپراتوری آلمان بود. وی بین سال‌های ۱۹۱۸ تا ۱۹۳۸ میلادی فعالیت می‌کرد.
از فیلم‌هایی که وی در آن نقش داشته‌است، می‌توان به زندگی خصوصی هلن تروی، یک عاشقانه سلطنتی، اعترافات یک ملکه و رزیتا اشاره کرد.